# Lake Reynolds
Reynolds är en sjö i Antarktis. Den ligger i Östantarktis. Australien gör anspråk på området. Reynolds ligger 3 meter över havet.